# Emmanuel van den Bosch
Pour les articles homonymes, voir van den Bosch.
Emmanuel van den Bosch, né le 18 juin 1854 à Anvers (Belgique) et décédé le 15 octobre 1921, est un prêtre capucin belge qui fut évêque de Lahore, dans les Indes Britanniques, de 1890 à 1892, et archevêque d’Agra, de 1892 à 1897.

## Biographie
Né le 18 juin 1854 à Anvers, Emmanuel van den Bosch entre chez les frères mineurs capucins où il est ordonné prêtre, sans doute en 1879. Rejoignant la mission des capucins belges d’Hindustan-Tibet, il est, en 1886, directeur du collège Saint-François récemment fondé à Lucknow. Nommé évêque de Lahore (au Punjab) en 1890, il reçoit la consécration épiscopale, le 18 janvier 1891 à l’âge de 36 ans. 
Transféré au siège archiépiscopal historique d'Agra en 1892, il donne sa démission le 5 mai 1897. Mgr van den Bosch, devenu archevêque titulaire de Parium (de), meurt le 15 octobre 1921.